# Битка при Грохов
Битката при Грохов, недалеч от Варшава, е голямо сражение, което се състои на 25 февруари 1831 година по време на полското Ноемврийско въстание срещу руското владичество. В него руснаците постигат тактически успех, но са принудени временно да се откажат от овладяването на полската столица.

## Съотношение на силите
В началото на 1831 година село Грохов, днес част от Варшава, е разположено на около 5 километра източно от града, разположен на отсрещния, десен бряг на Висла. Реката и блатата по крайбрежието ѝ заграждат местността от запад, север и юг. На изток, до шосето от Брест, се намира неголяма елшова гора. След първите схватки с руснаците, настъпващи по Бресткия път, тук се събират главните полски сили под номиналното командване на княз Михал Радзивил – общо 56 000 бойци, от които редовни 36 000 пехота и 12 000 кавалерия и около 8000 опълченци, въоръжени с коси (на полски: kosynierzy). Фактически битката от полска страна е ръководена от генерал Юзеф Хлопицки, който има далеч по-голям боен опит и авторитет от Радзивил. Основната руска армия, възлизаща на 60 000 бойци със 196 оръдия, настъпва от изток и югоизток, а 12-хиляден корпус с 56 оръдия начело с княз Иван Шаховской напредва от север, по шосето от Ковно.

## Развой на битката
Планът на руския главнокомандващ фелдмаршал Иван Дибич-Забалкански е да използва този корпус и част от 15-хилядната си кавалерия за внезапен удар, с който да овладее укрепеното варшавско предградие Прага на десния бряг на Висла и да пресече пътя за отстъпление на полската армия през реката. Тези намерения са осуетени от прикриващата този участък полска дивизия, предвождана от генерал Ян Круковецки. В резултат от боя при Бялоленка рано на 25 февруари обхождащият руски корпус е отблъснат в посока към главните сили. Малко по-късно същата сутрин Дибич започва сражението за Грохов. В хода на битката руснаците съсредоточават значителни сили за превземането на елшовата гора източно от селото. В отговор Хлопицки също събира в района най-добрите си войски и отблъсква три масирани руски атаки. При четвъртата атака в късния следобед руснаците успяват да овладеят гората и да разгърнат голяма част от конницата и артилерията си. Хлопицки е тежко ранен и изнесен от бойното поле, а княз Радзивил губи управлението на войските си и бяга във Варшава. Въпреки първоначалната паника, полските войски успяват да се оттеглят организирано в Прага.

## Резултати
В сражението за Грохов поляците губят 7300 убити и ранени (по руската версия – 12 000), а руснаците – до 10 000. Руснаците изразходват и голяма част от боеприпасите си и нямат необходимите обсадни съоръжения за щурм на Варшава. Затова, след като не успява да попречи на въстаниците да се оттеглят оттатък Висла, Дибич е принуден сам да отстъпи на изток към снабдителните си бази.